# Wahlen zum Senat der Vereinigten Staaten 1894 und 1895
Die Wahlen zum Senat der Vereinigten Staaten 1894 und 1895 zum 54. Kongress der Vereinigten Staaten fanden zu verschiedenen Zeitpunkten statt. Es waren die Halbzeitwahlen (engl. midterm election) in der Mitte von Grover Clevelands zweiter Amtszeit. Vor der Verabschiedung des 17. Zusatzartikels wurden die Senatoren nicht direkt gewählt, sondern von den Parlamenten der Bundesstaaten bestimmt.
Zur Wahl standen 28 der 30 Senatssitze der Klasse II, deren Inhaber 1888 und 1889 für eine Amtszeit von sechs Jahren gewählt worden oder später nachgerückt waren. Die Wahlen in Mississippi und Virginia hatten bereits 1892 und 1893 stattgefunden. Zusätzlich fanden Nachwahlen für drei dieser Sitze und sieben der anderen beiden Klassen statt. Bei den Nachwahlen konnten die Republikaner einen Sitz der Demokraten sowie drei bisher vakante Sitze gewinnen.
Von den 30 regulär zur Wahl stehenden Sitzen waren 14 von Demokraten und 16 von Republikanern besetzt. 13 Amtsinhaber wurden wiedergewählt (5 D, 8 R), fünf Sitze konnten die Demokraten, sieben die Republikaner halten. Die Demokraten konnten einen Sitz der Silber-Republikaner gewinnen, verloren aber sieben an die Republikaner. Die Demokraten verloren drei Sitze an die Republikaner und einen an die Populisten (People's Party).  Die Republikaner verloren einen Sitz, weil das Parlament von Delaware nicht gewählt hatte. Damit verloren die Demokraten ihre relative Mehrheit, die am Ende des 53. Kongresses bei 43 gegen 41 Republikaner, drei Populisten und einem Vertreter der Silver Party gelegen hatte. Im neuen Kongress gab es eine relative Mehrheit von 44 Republikanern gegen 40 Demokraten, vier Populisten und zwei Vertretern der Silver Party.
Zu Veränderungen nach der Wahl siehe auch Liste der Mitglieder des Senats im 54. Kongress der Vereinigten Staaten.

## Ergebnisse

### Wahlen während des 53. Kongresses
Die Gewinner dieser Wahlen wurden vor dem 4. März 1895 in den Senat aufgenommen, also während des 53. Kongresses.
| Staat          | Amtierender Senator          | Partei       | Nachwahl   | Datum         | Ergebnis                   | Neuer Senator       |
| -------------- | ---------------------------- | ------------ | ---------- | ------------- | -------------------------- | ------------------- |
| Georgia        | Patrick Walsh, ernannt       | Demokrat     | Klasse II  | 7. Nov. 1894  | bestätigt                  | Patrick Walsh       |
| Kalifornien    | George C. Perkins, ernannt   | Republikaner | Klasse III | 23. Jan. 1895 | bestätigt                  | George C. Perkins   |
| Louisiana      | Donelson Caffery, ernannt    | Demokrat     | Klasse II  | 23. Mai 1894  | bestätigt                  | Donelson Caffery    |
| Louisiana      | Newton C. Blanchard, ernannt | Demokrat     | Klasse III | 23. Mai 1894  | bestätigt                  | Newton C. Blanchard |
| Michigan       | John Patton, ernannt         | Republikaner | Klasse I   | 24. Jan. 1895 | von Republikanern gehalten | Julius C. Burrows   |
| Mississippi    | Edward C. Walthall           | Demokrat     | Klasse II  | 7. Feb. 1894  | von Demokraten gehalten    | Anselm J. McLaurin  |
| Montana        | vakant                       | vakant       | Klasse I   | 16. Jan. 1895 | Zugewinn Republikaner      | Lee Mantle          |
| North Carolina | Thomas J. Jarvis, ernannt    | Demokrat     | Klasse III | 7. Nov. 1894  | Zugewinn Republikaner      | Jeter C. Pritchard  |
| Washington     | vakant                       | vakant       | Klasse I   | 1. Feb. 1895  | Zugewinn Republikaner      | John L. Wilson      |
| Wyoming        | vakant                       | vakant       | Klasse I   | 23. Jan. 1895 | Zugewinn Republikaner      | Clarence D. Clark   |

- ernannt: Senator wurde vom Gouverneur als Ersatz für einen ausgeschiedenen Senator ernannt, Nachwahl nötig.
- bestätigt: ein als Ersatz für einen ausgeschiedenen Senator ernannter Amtsinhaber wurde bestätigt.

### Wahlen zum 54. Kongress
Die Gewinner dieser Wahlen wurden am 4. März 1895 in den Senat aufgenommen, also bei Zusammentritt des 54. Kongresses. Alle Sitze dieser Senatoren gehören zur Klasse II. Die Wahlen in Mississippi und Virginia hatten vorzeitig bereits 1892 und 1893 stattgefunden und sind hier der Vollständigkeit halber aufgeführt.
| Staat          | Amtierender Senator  | Partei       | Datum         | Ergebnis                   | Neuer Senator        |
| -------------- | -------------------- | ------------ | ------------- | -------------------------- | -------------------- |
| Alabama        | John T. Morgan       | Demokrat     | 1894          | wiedergewählt              | John T. Morgan       |
| Arkansas       | James H. Berry       | Demokrat     | 1895          | wiedergewählt              | James H. Berry       |
| Colorado       | Edward O. Wolcott    | Republikaner | 1895          | wiedergewählt              | Edward O. Wolcott    |
| Delaware       | Anthony C. Higgins   | Republikaner | keine Wahl    | Verlust Republikaner       | vakant               |
| Georgia        | Patrick Walsh        | Demokrat     | 1894          | von Demokraten gehalten    | Augustus O. Bacon    |
| Idaho          | George L. Shoup      | Republikaner | 1895          | wiedergewählt              | George L. Shoup      |
| Illinois       | Shelby M. Cullom     | Republikaner | 1894          | wiedergewählt              | Shelby M. Cullom     |
| Iowa           | James F. Wilson      | Republikaner | 17. Jan. 1894 | von Republikanern gehalten | John H. Gear         |
| Kansas         | John Martin          | Demokrat     | 1895          | Zugewinn Republikaner      | Lucien Baker         |
| Kentucky       | William Lindsay      | Demokrat     | 17. Jan. 1894 | wiedergewählt              | William Lindsay      |
| Louisiana      | Donelson Caffery     | Demokrat     | 14. Mai 1894  | wiedergewählt              | Donelson Caffery     |
| Maine          | William P. Frye      | Republikaner | 1895          | wiedergewählt              | William P. Frye      |
| Massachusetts  | George F. Hoar       | Republikaner | 1895          | wiedergewählt              | George F. Hoar       |
| Michigan       | James McMillan       | Republikaner | 1895          | wiedergewählt              | James McMillan       |
| Minnesota      | William D. Washburn  | Republikaner | 1895          | von Republikanern gehalten | Knute Nelson         |
| Mississippi    | Anselm J. McLaurin   | Demokrat     | 20. Jan. 1892 | von Demokraten gehalten    | Edward C. Walthall   |
| Montana        | Thomas C. Power      | Republikaner | Jan. 1895     | von Republikanern gehalten | Thomas H. Carter     |
| Nebraska       | Charles F. Manderson | Republikaner | 15. Jan. 1895 | von Republikanern gehalten | John M. Thurston     |
| New Hampshire  | William E. Chandler  | Republikaner | 1895          | wiedergewählt              | William E. Chandler  |
| New Jersey     | John R. McPherson    | Demokrat     | 1895          | Zugewinn Republikaner      | William J. Sewell    |
| North Carolina | Matt W. Ransom       | Demokrat     | 1894          | Zugewinn Populisten        | Marion Butler        |
| Oregon         | Joseph N. Dolph      | Republikaner | 23. Feb. 1895 | von Republikanern gehalten | George W. McBride    |
| Rhode Island   | Nathan F. Dixon      | Republikaner | 1894          | von Republikanern gehalten | George P. Wetmore    |
| South Carolina | Matthew Butler       | Demokrat     | 1894          | von Demokraten gehalten    | Benjamin Tillman     |
| South Dakota   | Richard F. Pettigrew | Republikaner | 1894          | wiedergewählt              | Richard F. Pettigrew |
| Tennessee      | Isham G. Harris      | Demokrat     | 1895          | wiedergewählt              | Isham G. Harris      |
| Texas          | Richard Coke         | Demokrat     | 1894          | von Demokraten gehalten    | Horace Chilton       |
| Virginia       | Eppa Hunton          | Demokrat     | 19. Dez. 1893 | von Demokraten gehalten    | Thomas S. Martin     |
| West Virginia  | Johnson N. Camden    | Demokrat     | 23. Jan. 1895 | Zugewinn Republikaner      | Stephen B. Elkins    |
| Wyoming        | Joseph M. Carey      | Republikaner | 1895          | von Republikanern gehalten | Francis E. Warren    |

- wiedergewählt: ein gewählter Amtsinhaber wurde wiedergewählt.

### Wahlen während des 54. Kongresses
Während des 54. Kongresses fanden 1895 keine weiteren Wahlen statt.

## Einzelstaaten
In allen Staaten wurden die Senatoren durch die Parlamente gewählt, wie durch die Verfassung der Vereinigten Staaten vor der Verabschiedung des 17. Zusatzartikels vorgesehen. Das Wahlverfahren bestimmten die Staaten selbst, war daher von Staat zu Staat unterschiedlich. Teilweise ergibt sich aus den Quellen nur, wer gewählt wurde, aber nicht wie.
Das Third Party System der Parteien in den Vereinigten Staaten bestand aus der Demokratischen Partei, die hauptsächlich in den Südstaaten stark war, sowie der gemäßigt abolitionistischen, im Norden verankerten Republikanischen Partei. Zeitweise konnten auch die Silver Party, die Silver Republican Party und die Populist Party (People's Party) Senatoren stellen.